# سيزار معلوف
سيزار نعيم معلوف (من زحلة) هو سياسي لبناني ورجل أعمال ونائب عن حزب القوات اللبنانية. هو صاحب سلسلة مطاعم الحلويات سي سويت (SeaSweet) التي أسسها والده.

## سيرة شخصية
ولد عام 1978، في بلدة زحلة في لبنان، وهو مسيحي روم أورثوذكسي.
عُين عضوًا في مجلس النواب خلال الانتخابات اللبنانية لعام 2018 عن كتلة الجمهورية القوية التابعة للقوات اللبنانية.